# Cascade de Kemble

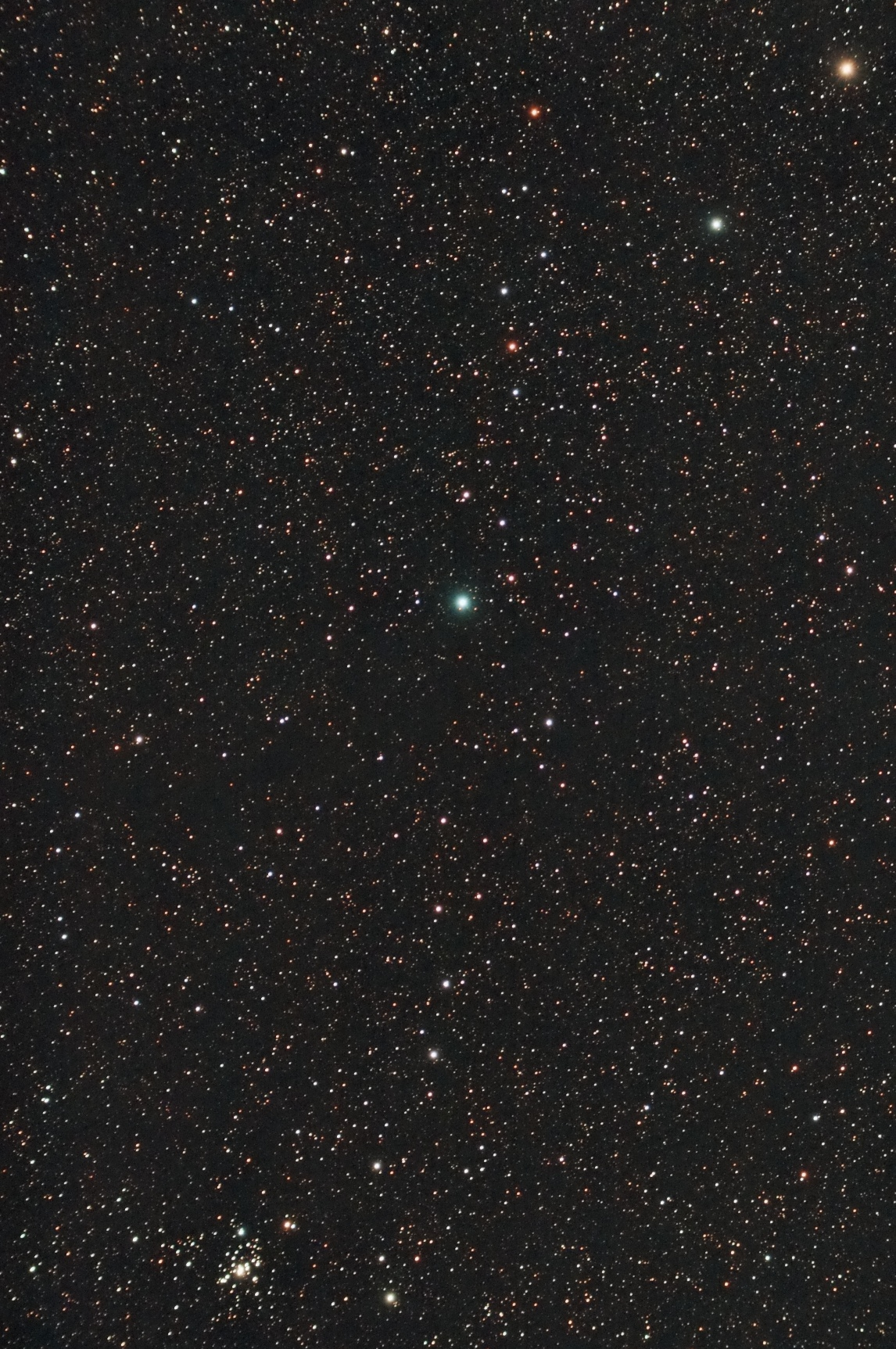
Image amateur de la cascade de Kemble. L'amas ouvert NGC 1502 y apparaît à son extrémité, en bas de l'image.

La cascade de Kemble est un astérisme situé dans la constellation boréale de la Girafe, observable avec de simples jumelles. Il est formé par l'alignement d'une vingtaine d'étoiles comprises entre la cinquième et la dixième magnitude, et qui s'étale dans le ciel sur un diamètre apparent équivalent à cinq pleines lunes. Son étoile la plus brillante est l'étoile de cinquième magnitude HD 24479 (également connue comme HR 1204 ou H Camelopardalis). Près de l'une de ses extrémités est situé l'amas ouvert relativement compact NGC 1502.
Il a été nommé par Walter Scott Houston (en) en l'honneur du Père Lucian Kemble (en) (1922–1999), un moine franciscain et un astronome amateur qui écrivit une lettre à Houston à propos de l'astérisme, le décrivant comme une « belle cascade de faibles étoiles qui dégringole depuis le nord-ouest jusqu'à l'amas ouvert NGC 1502 ». Il l'avait découvert en balayant le ciel nocturne avec des jumelles 7×35. Houston fut si impressionné par l'astérisme qu'il en écrivit un article qui parut dans sa section des Deep Sky Wonders du magazine d'astronomie Sky & Telescope en 1980, où il le nomma la « cascade de Kemble » (Kemble's Cascade).
Le nom du Père Lucian Kemble est également associé à deux autres astérismes, Kemble 2 (qui est un astérisme de la constellation du Dragon qui ressemble à une version miniature du W de Cassiopée) et le Cerf-Volant de Kemble, (Kemble's Kite). Un astéroïde, (78431) Kemble, fut également commé en son honneur.